# Cristina Mittermeier
Cristina Goettsch Mittermeier (nata Cristina Sofía Goettsch Cabello), detta «Mitty» (Città del Messico, 26 novembre 1966), è una fotografa, ambientalista e biologa messicana impegnata nel sostegno e nella promozione della conservazione degli ecosistemi marini e della biodiversità globale.
È una delle fondatrici dell'International League of Conservation Photographers (ILCP); ha aperto la strada al concetto e al campo della fotografia di conservazione, un termine da lei stessa coniato. È autrice di testi scientifici e curatrice di una collana di libri su tematiche ambientali. Il suo lavoro è stato pubblicato in prestigiose pubblicazioni, tra cui Science e Nature, e in riviste di larga diffusione come National Geographic.
È co-fondatrice dell'organizzazione no-profit SeaLegacy, nata nel 2014 da un team di registi, ambientalisti, scienziati marini e fotografi, impegnati a proteggere e conservare la vita degli oceani.
Nel 2010 è stata nominata tra i 40 fotografi naturalisti più influenti dalla rivista Outdoor Photographer e fotografa ambientalista dell'anno da Nature's Best Photography.
Le sue fotografie si concentrano sulla relazione "tra culture umane, popolazioni indigene e biodiversità, oceano e cambiamento climatico".

## Biografia
(Cristina Mittermeier)

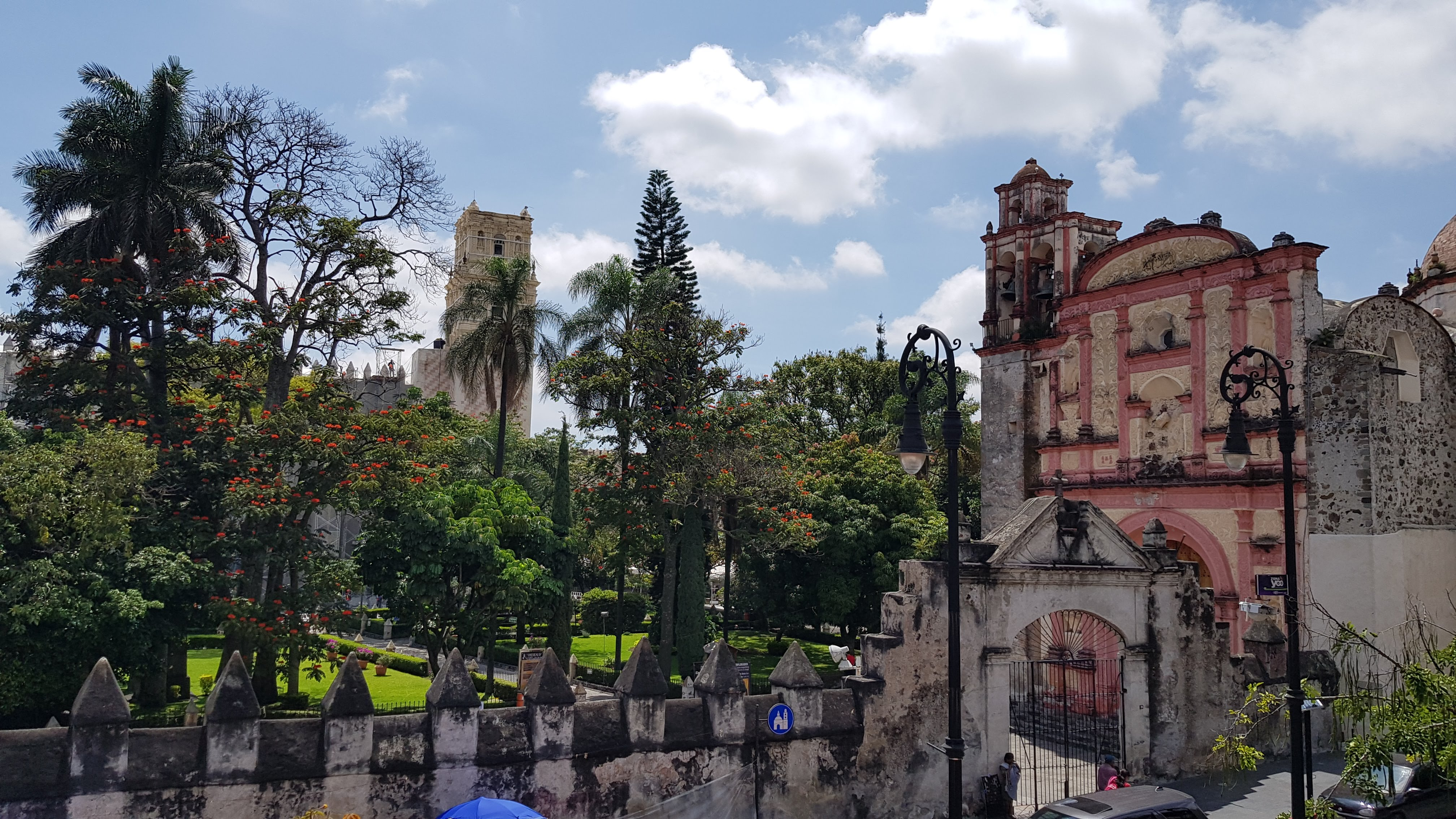
Vista della cattedrale di Cuernavaca

Cristina Sofía Goettsch Cabello nasce a Città del Messico il 16 novembre 1966, una dei cinque figli di una famiglia messicana molto cattolica. Cresce nella zona rurale di Cuernavaca, capitale dello stato messicano di Morelos, maturando fin dalla giovane età una passione per la natura e per il mare, ispirata dai libri di Salgari e di Jacques Cousteau.
Si iscrive a ingegneria biochimica, con una specializzazione in scienze marine, presso l'Instituto Tecnologico y de Estudios Superiores de Monterrey (ITESM), dove nel 1989 consegue una laurea in biologia marina. La sua formazione prevede un corso subacqueo completo e lo svolgimento di attività di osservazione sui pescherecci industriali, durante il quale si rende conto dell'inutile quantità di catture accessorie che si compiono durante la pesca e del potere devastante degli strumenti di sfruttamento del mare.

## Carriera
Dopo aver lavorato come biologa e subacquea per un hotel ad Akumal, sulla riviera Maya messicana, nel 1990 viene assunta nel programma dedicato allo Yucatán dall'organizzazione no-profit Conservation International, impegnata nella protezione degli oceani, delle foreste e degli altri ecosistemi. Nel 1991 sposa l'antropologo e zoologo statunitense Russell Mittermeier, allora presidente dell'organizzazione, con il quale condivide le ricerche e i viaggi di studio e di esplorazione.

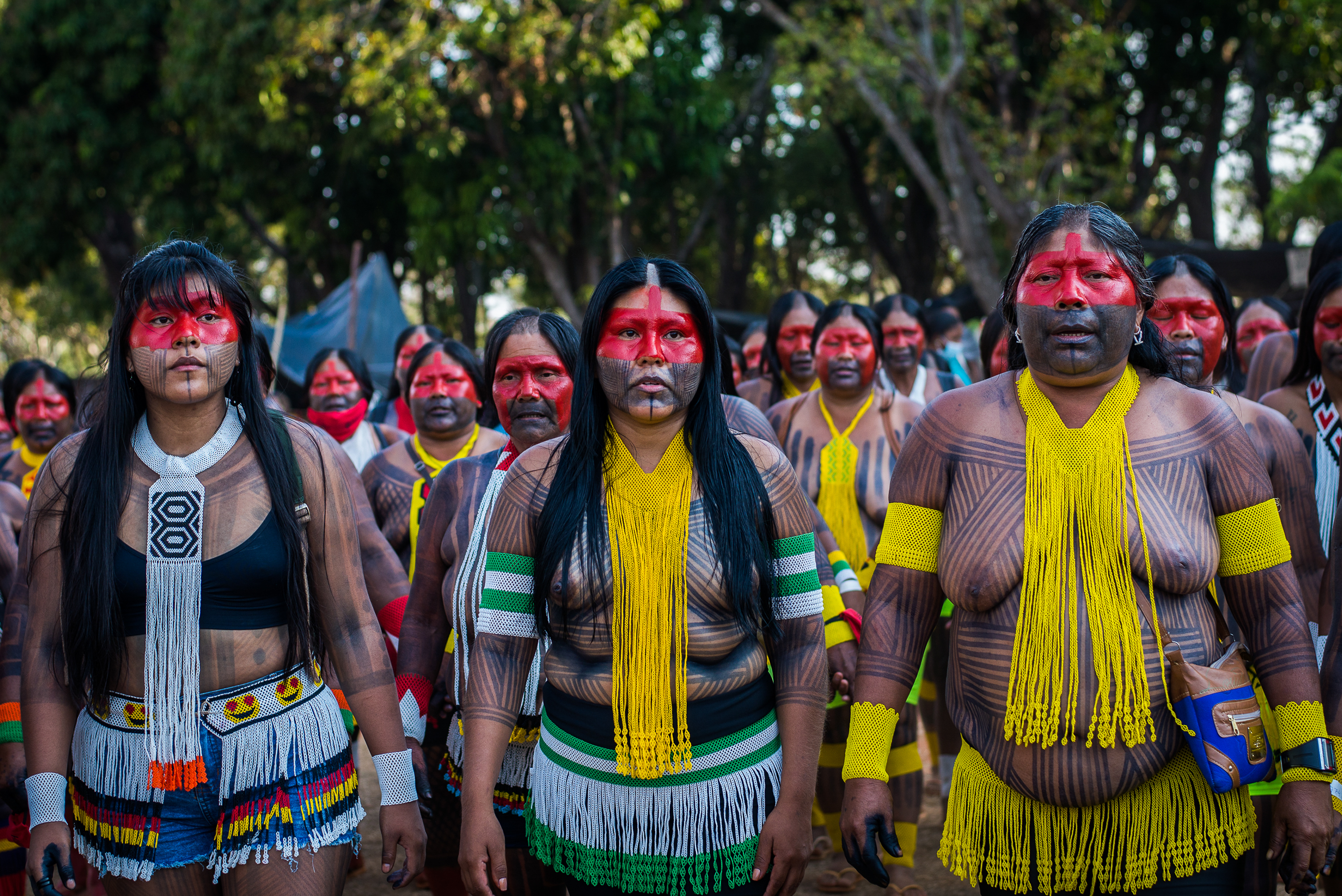
Donne indigene Kayapò

Si avvicina alla fotografia per diletto; durante il viaggio in un villaggio dell'Amazzonia, usando una piccola Nikon FM2, con la quale il marito documentava le persone e i luoghi incontrati, un giorno vede un uomo uscire da una casa, "splendidamente inquadrato" e lo fotografa: "la frangia del tetto di paglia e lo sfondo dietro di lui erano completamente neri. Ho scattato un paio di scatti, perché potevo vedere nella mia testa come sarebbe apparso in una fotografia." All'inaugurazione della mostra al Museo di Storia Naturale di Houston sulle tradizioni della tribù appena incontrata, si accorge che la foto scelta per i manifesti pubblicitari è quella che lei ha scattato, attribuita però a Russell Mittermeier. Stimolata tuttavia dalla buona riuscita di questa sua iniziale esperienza con la macchina fotografica, decide di iscriversi ai corsi serali del Corcoran College for the Arts a Washington DC, iniziando così la sua carriera come fotografa. Avvia una piccola attività a Great Falls, in Virginia, dove allora viveva, scattando ritratti delle persone in eventi e cerimonie.
Nel 1992, quando è incinta del primo figlio, realizza un reportage sul popolo Kayapò, circa 9.000 persone situate a sud del bacino amazzonico in Brasile, lungo il fiume Xingú, in un'area grande quanto lo stato di New York; ne documenta l'esistenza e la cultura, minacciata da taglialegna, minatori, allevatori di bestiame e bracconieri, e dalla costruzione della diga di Belo Monte, la terza più grande stazione idroelettrica del mondo, entrata in funzione, nonostante le proteste degli indios amazzonici, dopo il 2016.

### Fotografa professionista
Dal 1996 al 1999 frequenta il Corcoran College for the Arts a Washington DC, dove si laurea in fotografia. Acquista la consapevolezza che "essere uno scienziato non era il modo migliore per aiutare a proteggere l'oceano" e che la fotografia "è il modo più facile, più piacevole ed accessibile per avviare una discussione sulla conservazione delle nostre risorse naturali": uno degli esempi che citerà in un'intervista è l'immagine dell'orso polare che si trascina cadaverico in una tundra priva di ghiaccio e di prede, in attesa di morire di fame, ripresa nel 2017 con Paul Nicklen e il team dell'ONG SeaLegacy sull'Isola di Somerset, nell'Artico canadese, e divenuta icona degli effetti del cambiamento climatico.

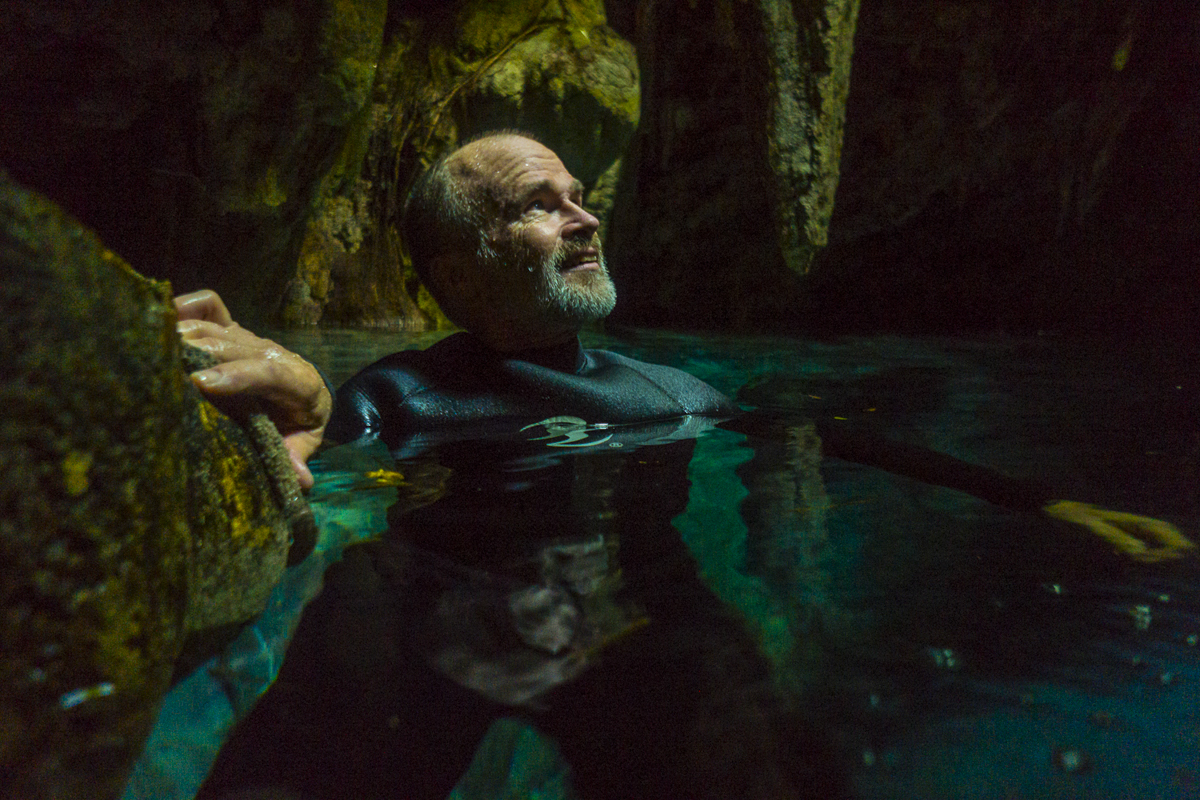
Cristina Mittermeier, James Chatters mentre nuota nella grotta sommersa di Hoyo Negro, Yucatan

All'interesse per la fotografia unisce le sue competenze scientifiche: "Cerco di utilizzare il mio background e tutto ciò che so sulla biodiversità e l'ecologia come una lente attraverso la quale fotografo, in modo che le mie immagini possano comunicare qualcosa, oltre a essere semplicemente belle e interessanti", possano essere fotografie "scientificamente guidate e orientate alla conservazione."
Nel 1999, con il marito Russell Mittermeier e l'ambientalista britannico specializzato in biodiversità Norman Myers, cura la pubblicazione di Hotspots: Earth's biologically richest and most endangered terrestrial ecoregions, nel quale, con l'assistenza di circa un centinaio di specialisti, vengono definiti gli “hotspot della biodiversità”, ossia le aree terrestri e marine con una biodiversità particolarmente ricca, evidenziando 25 hotspot di biodiversità che pur coprendo circa il 2% della superficie del nostro pianeta, rappresentano il 50% di tutta la diversità delle specie terrestri; la maggior parte di queste aree è localizzata in paesi di diffusa povertà, nei quali vengono spesso vanificati gli sforzi di preservazione degli habitat minacciati.
Il libro fa parte di una serie curata da Cristina Mittermeier ed edita da Cemex, un'azienda di materiali da costruzione con sede in Messico, impegnata nell'azione per il clima e nella protezione delle risorse naturali, che illustra strategie per promuovere e proteggere la biodiversità, integrate con immagini dei migliori fotografi del mondo.
Nel 2005 Cristina Mittermeier fonda l'International League of Conservation Photographers (ILCP), con sede negli Stati Uniti, un'organizzazione indipendente no-profit di fotografi naturalisti provenienti da tutto il mondo che si pone l'obbiettivo di utilizzare la fotografia di alta qualità e la produzione cinematografica "etica" come strumento per incoraggiare persone, organizzazioni e governi ad agire "per sostenere la conservazione ambientale e culturale" con azioni tangibili e significative. La fotografa messicana all'interno dell'associazione ricopre ruoli esecutivi dal 2005 al 2011.

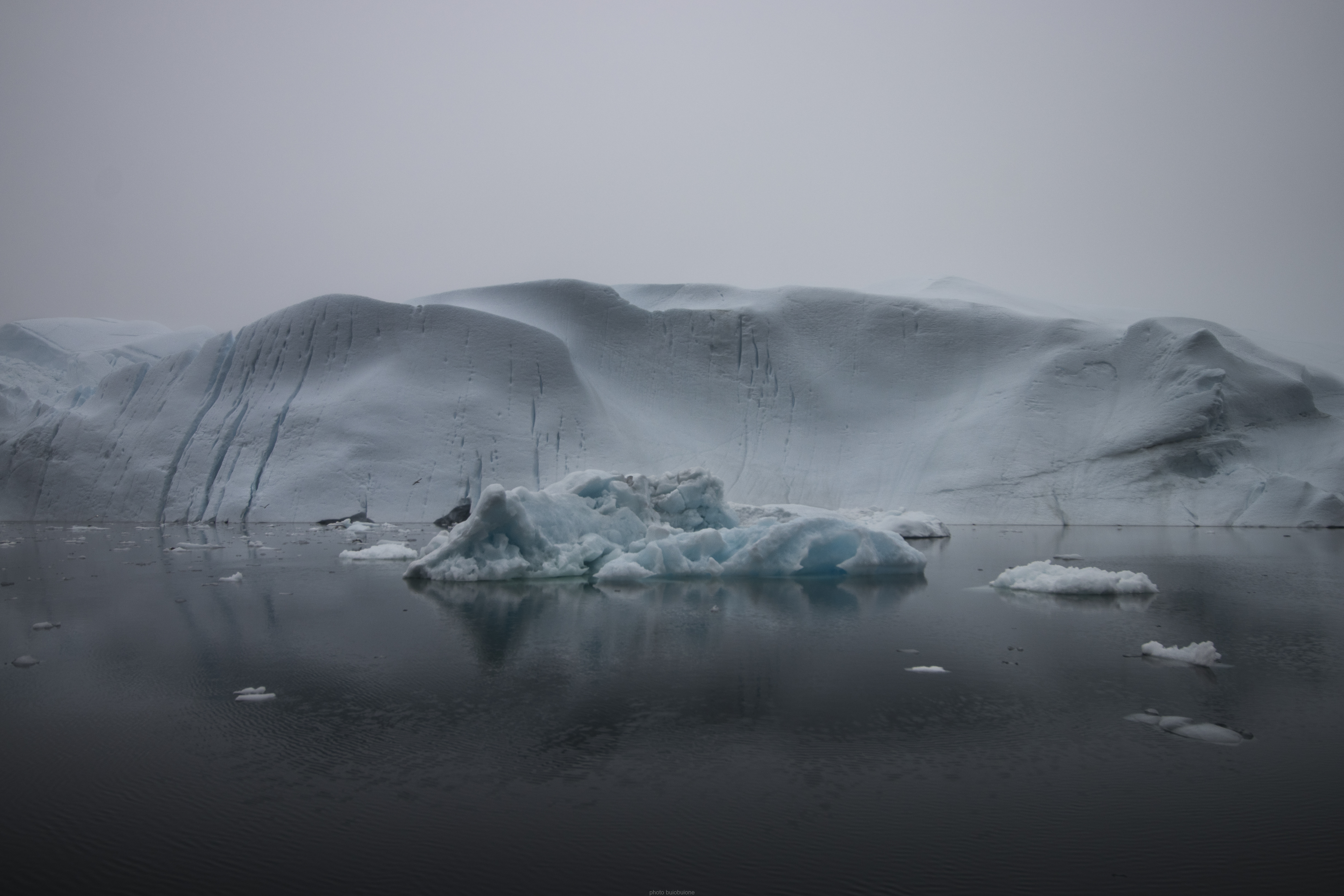
Iceberg nella Disko Bay nella Baia di Baffin, al largo della città di Ilulissat, Groenlandia

Dal 2006 entra a far parte del consiglio di amministrazione della Wild Foundation. L'anno dopo divorzia dal marito, con il quale manterrà tuttavia un profondo legame di amicizia e di collaborazione.
Nel 2014 con il suo nuovo compagno e collega fotografo naturalista Paul Nicklen fonda ed è presidente di SeaLegacy, un'organizzazione per la protezione dell'ambiente, che lavora a fianco di registi, ambientalisti e fotografi, con il fine di utilizzare la comunicazione e la narrazione visiva per proteggere gli ecosistemi marini, sensibilizzare l'opinione pubblica sulle specie e sugli ambienti in via di estinzione e ispirare il cambiamento. La sua attività si concentra particolarmente sulla protezione della vita negli oceani.
Cristina Mittermeier ha viaggiato in circa cento paesi del mondo, recandosi soprattutto nelle zone più remote, dall'insediamento umano più settentrionale del pianeta, il villaggio Qaanaaq in Groenlandia, alla foresta amazzonica e alle isole Galápagos; ha conosciuto e realizzato reportage su diversi popoli indigeni, come le tribù della Papua Nuova Guinea, gli Inuit dell'Artico e gli Antandroy, un popolo seminomade della foresta spinosa del Madagascar. Nel 2018, insieme a Paul Nicklen, è stata nominata dal National Geographic "Adventurer of the Year", un riconoscimento assegnato a coloro che realizzano risultati straordinari nei campi dell'esplorazione, degli sport d'avventura, della conservazione e dell'attività umanitaria.
Nel 2024 è stata realizzata la prima retrospettiva in Europa della sua produzione fotografica con la mostra Cristina Mittermeier - la grande saggezza, allestita a Torino alle Gallerie d'Italia dal 14 marzo al 1º settembre, con la collaborazione di National Geographic.

## Pubblicazioni
- (EN) Russell A. Mittermeier, Cristina Goettsch Mittermeier, Megadiversity : earth's biologically wealthiest nations, Città del Messico, CEDEX, 1997, OCLC 38584598.
- (EN) Russel A. Mittermeier, Cristina Goettsch Mittermeier, Norman Myers, Hotspots : earthʼs biologically richest and most endangered terrestrial ecoregions, Città del Messico, CEMEX Conservation international, 1999, OCLC 875589092.
- (EN) Russell A. Mittermeier, Thomas Brooks, William R. Konstant, Cristina Goettsch Mittermeier, John Pilgrim, Gustavo Fonseca, (a cura di), Wilderness: Earth's Last Wild Places, Washington, Conservation Interntional, 2002, ISBN 9789686397697.
- (EN) Russell A. Mittermeier, Patricio Robles Gil, Cristina Goettsch Mittermeier (a cura di), Wildlife Spectacles, Conservation International, 2003, ISBN 978-9686397727.
- (EN) Russell A. Mittermeier, Cyril F. Kormos, Cristina Goettsch Mittermeier, Patricio Robles Gil (a cura di), Transboundary Conservation. A New Vision for Protected Areas, Conservation International, 2005, ISBN 9789686397833.
- (EN) Russell A. Mittermeier, Monica Barcellos Harris, Christina G. Mittermeier (a cura di), Pantanal: South America's Wetland Jewel, Richmond Hill, Ont., Firefly Books, 2005, OCLC 58729057.
- Eric W. Sanderson, Patricio Robles Gil, Cristina G. Mittermeier, Vance G. Martin (a cura di), The Human Footprint: Challenges for Wilderness and Biodiversity, Cemex, 2006, ISBN 978-9686397994.
- (EN) Russell A. Mittermeier, Michael Totten, Laura Ledwith Pennypacker, Frederick Boltz, Cristina G. Mittermeier (a cura di), A Climate For Life: Meeting the Global Challenge, Conservation International, 2008, ISBN 978-0981832104, OCLC 276357348.
- Cristina Mittermeier, Natura sublime : immagini che ispirano e meravigliano, Vercelli, White Star, 2014, OCLC 954742057.
- (EN) Cristina Mittermeier, Amaze, Kempen, TeNeues, 2018, ISBN 978-3961711246.